# König Ban
König Ban, auch Ban de Bénoïc (Ban von Bonewig), ist eine Figur der Artusepik. Mit seiner Frau Elaine de Bénoïc (Alene von Bonewig) hat das Paar – nach der Tradition des Lancelot-Prosaromans – einen einzigen Sohn, Lancelot. Dessen Sohn Galahad ist somit Bans Enkel. Ban ist außerdem der uneheliche Vater von Hestor von Mares (bzw. Hector de Maris).  Des Weiteren ist Ban der Bruder des Königs Bors (Bohort de Gaunes), dessen Gattin Evaine wiederum die Schwester von Bans Gemahlin Elaine ist.

## Bans Tod im Lancelot-Prosaroman
Laut des Lancelot-Prosaromans wurde Bans Königreich vom verfeindeten König Claudas bis auf eine einzige Burg, die Burg Trebe, vollständig erobert. Claudas betrachtete Ban als seinen Feind, da dieser ein Lehnsmann des Königs Artus war, dessen Vater Uther Pendragon Claudas´ Königreich im Krieg verwüstet hatte. In dieser aussichtslosen Situation macht sich Ban mit seiner Frau Elaine, dem gemeinsamen Sohn und einem Knappen auf den Weg zu König Artus, um dessen Hilfe zu erbitten. Auf dem Weg gelangt die Gruppe an einen  See, der sich an einer Anhöhe befindet. Ban besteigt diese Anhöhe, um noch einmal auf seine Burg zurückzublicken. Zu seinem Entsetzen muss er jedoch feststellen, dass die Burg in Flammen steht; der Truchsess, in dessen Obhut Ban sie zurückgelassen hatte, hat ihn augenscheinlich verraten. Daraufhin stürzt Ban vor Schreck ohnmächtig vom Pferd. Zwar kommt er noch einmal zu sich, stirbt jedoch vor Verzweiflung, da er für seine Frau und seinen Sohn keine Zukunft mehr sieht. Bans Gattin Elaine eilt zu ihm, um seinen Tod zu beklagen, und lässt dabei ihren Sohn Lancelot unbeaufsichtigt am See zurück. Als sie zurückkommt, kann sie gerade noch beobachten, wie dieser von der Frau vom See geraubt wird. Elaine verbringt daraufhin den Rest ihres Lebens als Nonne in einem Kloster.